# Tramlijn 11 (Haaglanden)

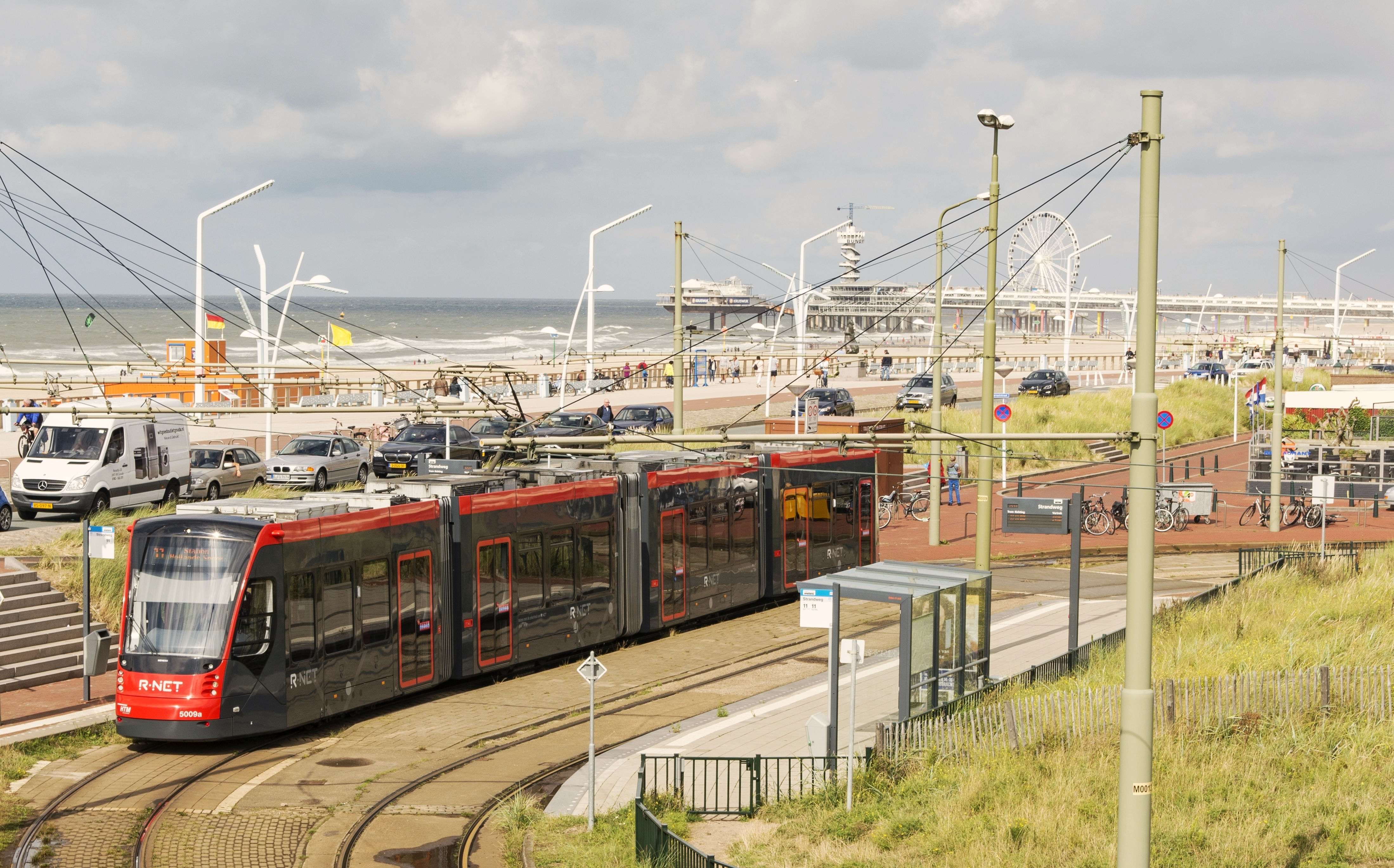
Een Avenio op lijn 11 aan het eindpunt Scheveningen Haven/Strand.

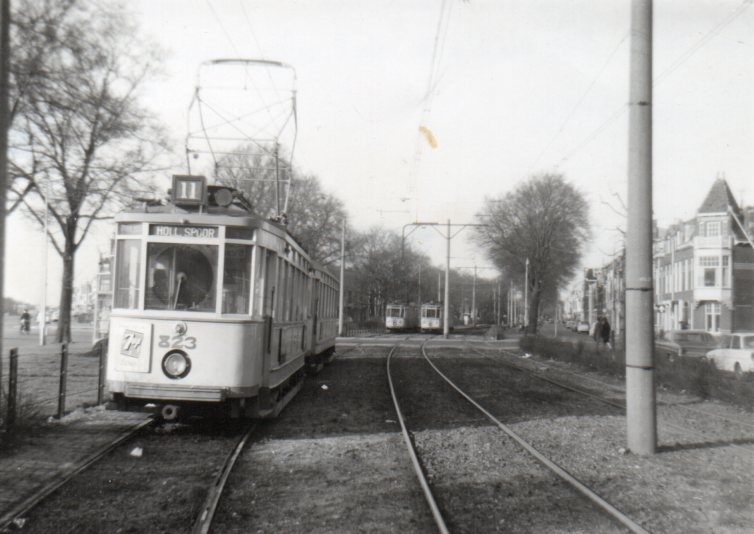
Trams van lijn 11 bij de Houtrustbrug op het toenmalige opstelspoor voor extra trams bij voetbalwedstrijden, februari 1965.

Tramlijn 11 van HTM is een tramlijn in Den Haag, in de Nederlandse provincie Zuid-Holland.
Van 1943 t/m 1944 werd een gedeelte van het traject ook bereden met de lijnnummers "11H" en "11S".

## Route en dienstregeling
De lijn verbindt de wijk Scheveningen Haven (Strand) in stadsdeel Scheveningen via de wijken Statenkwartier, Duinoord, Regentessekwartier, Transvaalkwartier en de Schildersbuurt met station Hollands Spoor.
Tramlijn 11 rijdt op werkdagen overdag, 's avonds tot 21.00 uur, zaterdag en zondag iedere 15 minuten. 's Avonds na 21.00 uur en de vroege weekendochtend is de frequentie lager, met een minimum van eens per 20 minuten.
Halte Rijswijkseplein is geen verhoogde halte (deze is namelijk op straatniveau) en daarom beperkt voor bijvoorbeeld rolstoelgebruikers.

## Geschiedenis

### 1904-1927
- 1904: In het Tramplan 1904 werd de nummering geregeld van het HTM-tramnetwerk na elektrificatie. De nummers 1 t/m 10 werden toebedeeld aan de voormalige paardentramlijnen en enkele nieuwe lijnen. Het nummer 11 werd gereserveerd voor de eveneens door de HTM geëxploiteerde stoomtramlijn naar Rijswijk en Delft. Dit lijnnummer werd niet op de trams zelf gevoerd, in tegenstelling tot het gebruik op de lijnen 1 t/m 10 die de gemeentegrens niet overschreden.
- 1923: Na de elektrificatie van de stoomtramlijn werd de exploitatie voortgezet onder de lijnnummers I¹ (Delft) en I³ (Rijswijk).

### 1927-1965
- 1927: Op 31 december 1925 verliep de concessie van de Hollandsche IJzeren Spoorweg-Maatschappij (HIJSM) voor de stoomtramlijn Hollands Spoor - Scheveningen. De stoomtramlijn werd opgeheven en het tracé kwam in handen van de HTM, die hierop vanaf 15 juli 1927 een elektrische tramlijn ging exploiteren. Het geplande tracé Zeerust-Strandweg-Kurhaus werd niet gerealiseerd.[2] Omdat de goederentreinen moesten blijven rijden werd eerst één spoor vervangen, en op de nieuwe rails werd de goederendienst voorlopig voortgezet met stoomlocomotieven. Op 1 juli 1927 was de elektrische lijn zover klaar dat de nieuwe elektrische locomotieven van de HTM het goederenvervoer overnamen.[3] De zijlijn Conradkade - Anna Paulowna straat was in 1915 al opgeheven. Wel hield NS, de rechtsopvolger van de HIJSM na een fusie, mede het recht op goederenvervoer op het traject Duinstraat – Hollands Spoor. Hiervoor werden twee elektrische HTM-locomotieven ingezet, waarvoor een eigen remise werd gebouwd bij de Delftselaan. Aan de Scheveningse kant van de Delftselaan, waar nu Karwei is, en daarboven, was een treinemplacement, en er liep een spoor door naar de vuilverbranding die over de Loosduinse weg heen gevestigd was. De HTM-locomotieven met spoorgoederenwagens reden op de tramrails en tussen de tramdienst door. Soms weken ze uit via een overloopspoor om een tram door te laten. Er was ook een spoor dat het terrein van de elektriciteitsfabriek boven de Loosduinseweg op ging. Bij de Duinstraat was een emplacement voor de goederentreinen. Dat sloot in 1974, maar één spoor bleef liggen tot ca. 2009. Pas na verdwijning van dit emplacement was het mogelijk de bogen van de Doornstraat richting Duinstraat aan te leggen. Zo ontstond daar een dubbelsporige spoordriehoek.

Door het medegebruik van spoorwegmaterieel had de lijn een afwijkend railprofiel en andere wissels dan de overige Haagse tramlijnen, waardoor de meeste tramrijtuigen niet op lijn 11 werden toegelaten. Alleen de motorrijtuigen 801-815 en de aanhangwagens 901-920, later ook de motorrijtuigen 821-830 en aanhangwagens 751-780, mochten dienstdoen op deze lijn.
Het tracé ligt grotendeels op een vrije baan en lijn 11 kan dan ook worden beschouwd als de eerste echte stadssneltramlijn in Nederland. Er werd sneller gereden dan op de andere stadstramlijnen. Het traject werd in slechts 20 minuten afgelegd, wat tegenwoordig niet meer gehaald wordt. De maximumsnelheid was 45 km. per uur. Dat vond men toen erg snel. Vanwege die snelheid hadden de speciaal voor deze lijn gebouwde motorwagens 801-815 een ratelende elektrische bel, die beter hoorbaar was dan de gebruikelijke voetbel. Ook in tegenstelling tot andere lijnen werd niet op laatkomers gewacht. Zo kon de haltetijd gereduceerd worden.
- 3 mei 1942: Lijn 11 mocht in verband met de bouw van de Atlantikwall de keerlus aan de Strandweg (Scheveningen) niet meer berijden. Het eindpunt werd verlegd naar de Jacob Pronkstraat/Vuurbaakstraat.
- 1 december 1943: Door de bouw van de Atlantikwall werd lijn 11 gesplitst in lijn 11H op het traject Hollands Spoor – Conradkade/Groot Hertoginnelaan en lijn 11S op het traject Stadhoudersplein – Jacob Pronkstraat. Op de trams was echter "gewoon' 11 te zien. In het jaarverslag 1944 stond alleen 11A.(naast 8A & 9A)[6]
- 10 december 1943: De aparte lijnen 11H en 11S reden alleen tijdens de spits; daarbuiten reed lijn 11 weer als één lijn.
- 27 maart 1944: De lijnen 11H + 11S werden opgeheven. Lijn 11 reed weer de volledige route.
- 10 juni 1944: Lijn 11 werd wederom gesplitst in de lijnen 11H en 11S.
- 17 november 1944: De dienst op alle Haagse tramlijnen werd gestaakt vanwege energieschaarste.
- 3 april 1947: De dienst van lijn 11 werd hervat op het traject Hollands Spoor – Jacob Pronkstraat.
- 4 juni 1947: Het eindpunt werd weer verlegd naar de Strandweg.

### 1965-2011

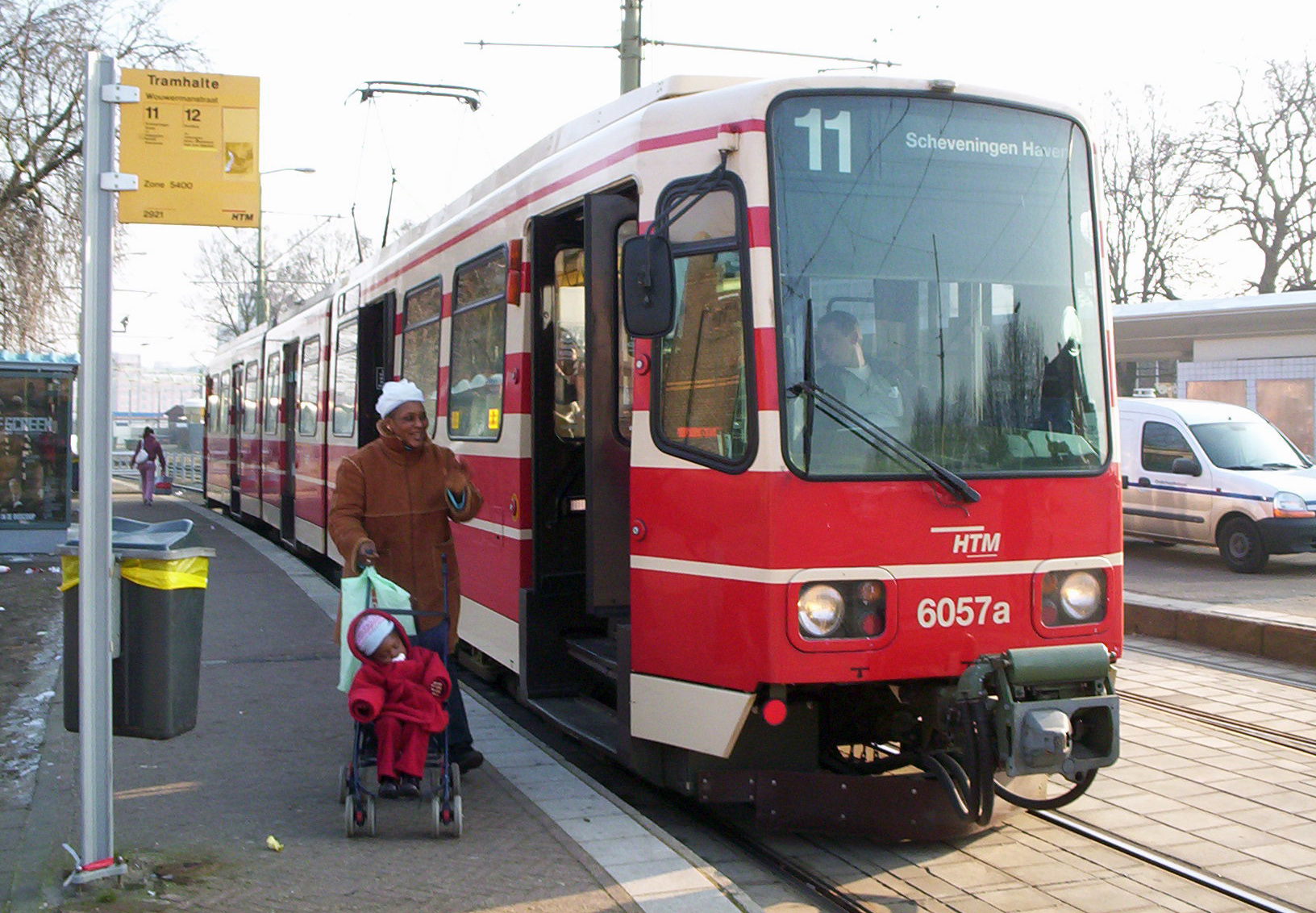
HTM 6057 (type TW6000) op tramlijn 11.

- 31 oktober 1965: De inzet van PCC-trams op lijn 11 had tot gevolg dat het kopeindpunt onder de kap van Station Hollands Spoor moest worden vervangen door de keerdriehoek Jan Blankenstraat. Tot de komst van de PCC-cars op lijn 11 werd deze altijd geëxploiteerd als een afzonderlijke lijn, die nergens samenreed met andere lijnen. Hij had ook een apart kopeindpunt onder de kap van station Hollands Spoor. De motorwagens van de serie 800 met de bijpassende bijwagens van de series 750 en 900 hebben gedurende (bijna) hun hele levensduur op lijn 11 gereden. Alleen in de periode van 1963 tot begin 1965 werd de hegemonie van de serie 800 doorbroken door de naoorlogse motorwagens van de serie 200.
- In 1970 werden twee enkelsporige verbindingen gemaakt tussen lijn 11 en lijn 10 bij de Doornstraat. In 1995 is die richting Scheveningen weer verwijderd, omdat er toen een nieuwe verbinding via de Eisenhowerlaan was gekomen.[7]
- 1974: Het goederenvervoer naar Scheveningen werd "tijdelijk" gestaakt. Het aparte spoor tussen Delftselaan en de vuilverbranding was al eerder gesloten. Dit spoor stak de Loosduinseweg/-kade over. Uiteraard werd het goederenvervoer nooit meer hervat, maar het goederenspoor naast lijn 11 tot de Delfselaan werd tussen 1981 en 1984 echter nog wel gebruikt om de nieuwe gelede trams van de serie 3000 af te leveren, wat in 1982 een keer volledig misliep; Een trein en een tram op lijn 6 botsten op elkaar op het Hobbemaplein. Ter hoogte van de bibliotheek was er een helling aangelegd waar de nieuwe trams op afgeleverd werden. In 1989 werd nabij de splitsing Wouwermanstraat een aansluiting gemaakt voor een nieuwe losplaats voor trams. Maar die kwam er nooit, en in 1992 verdween de aansluiting weer.[8] Na 1984 is het goederenspoor geleidelijk aan verdwenen. Het marktterrein is daarna verbreed. Pas in 2017 is het laatste stukje rails verdwenen. Bij halte Delftselaan was tot ca. 2017 nog een overloopspoor aanwezig dat de goederentreinen gebruikten. Maar er was geen bovenleiding meer. In 2023 is er nabij de Houtrustbrug nog zo'n overloopspoor aanwezig, maar ook onbruikbaar. Eén van de locomotieven is bewaard in het HOVM.
- 3 november 1975: De keerdriehoek werd vervangen door een keerlus via de Zuylichemstraat en Oranjelaan. In de Zuylichemstraat was lange tijd ook een halte.
- 1981: De gelede trams van het type GTL kwamen op lijn 11 te rijden.
- 30 juni 1993: De laatste PCC-car(s) van de Haagse tram reden op lijn 11. Zij werden vervangen door GTL-trams.
- 3 juli 1999: De keerlus via het Rijswijkseplein werd in gebruik genomen, waarmee de keerlus via de Zuylichemstraat verviel.
- 2002: Vanwege het bredere profiel van de lijn konden de Hannoverse TW6000 Stadtbahn-trams die de HTM enkele jaren inzette - met slechts kleine aanpassingen - op deze lijn rijden (tot 2005). Midden in de keerlus te Scheveningen was er tot ca. 2015 ook één kopspoor. Dat was er ieder geval al in 1928.[9]

### 2011-heden

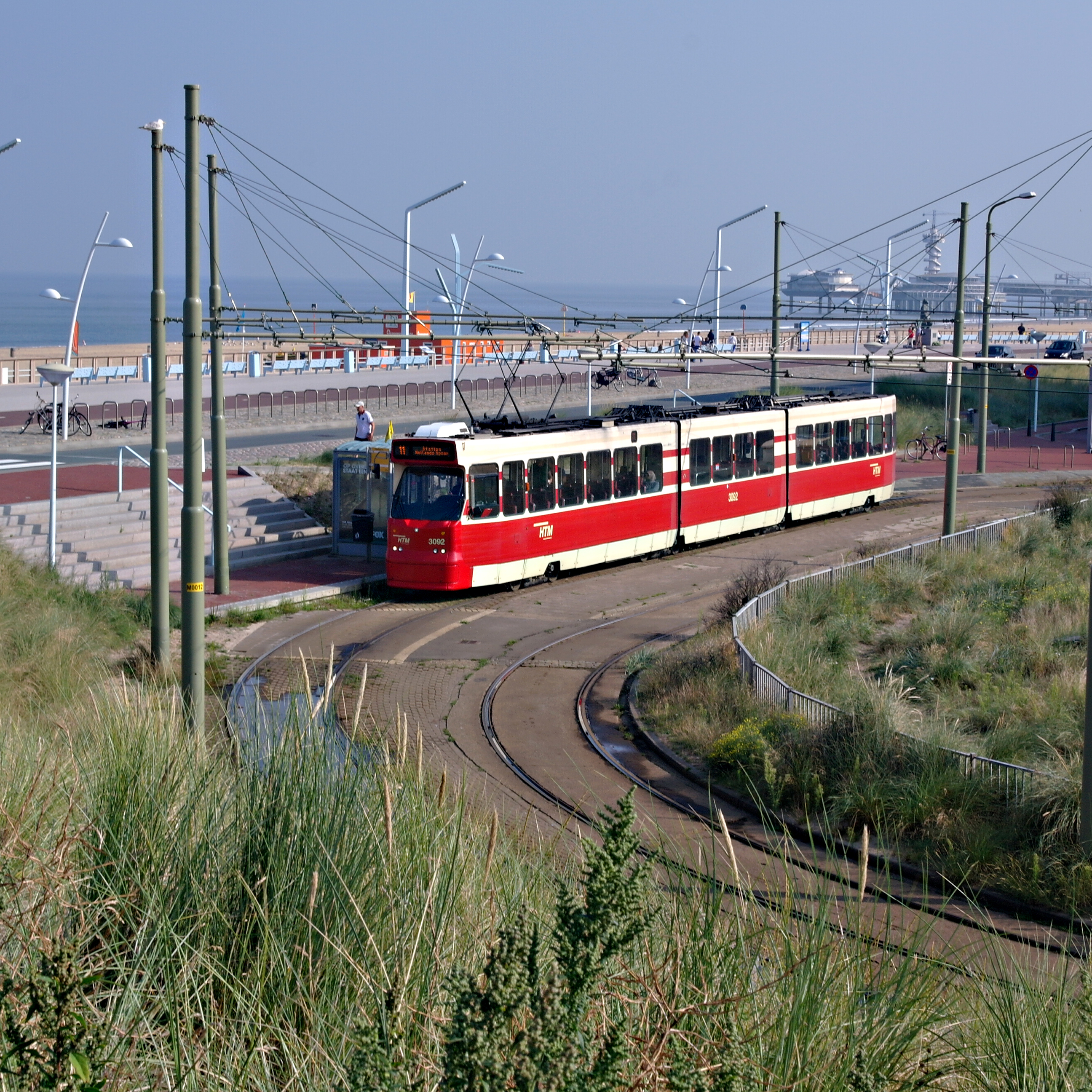
GTL 3092 op tramlijn 11 aan het eindpunt Scheveningen-Strandweg met uitzicht op de Noordzee; 23 augustus 2013.

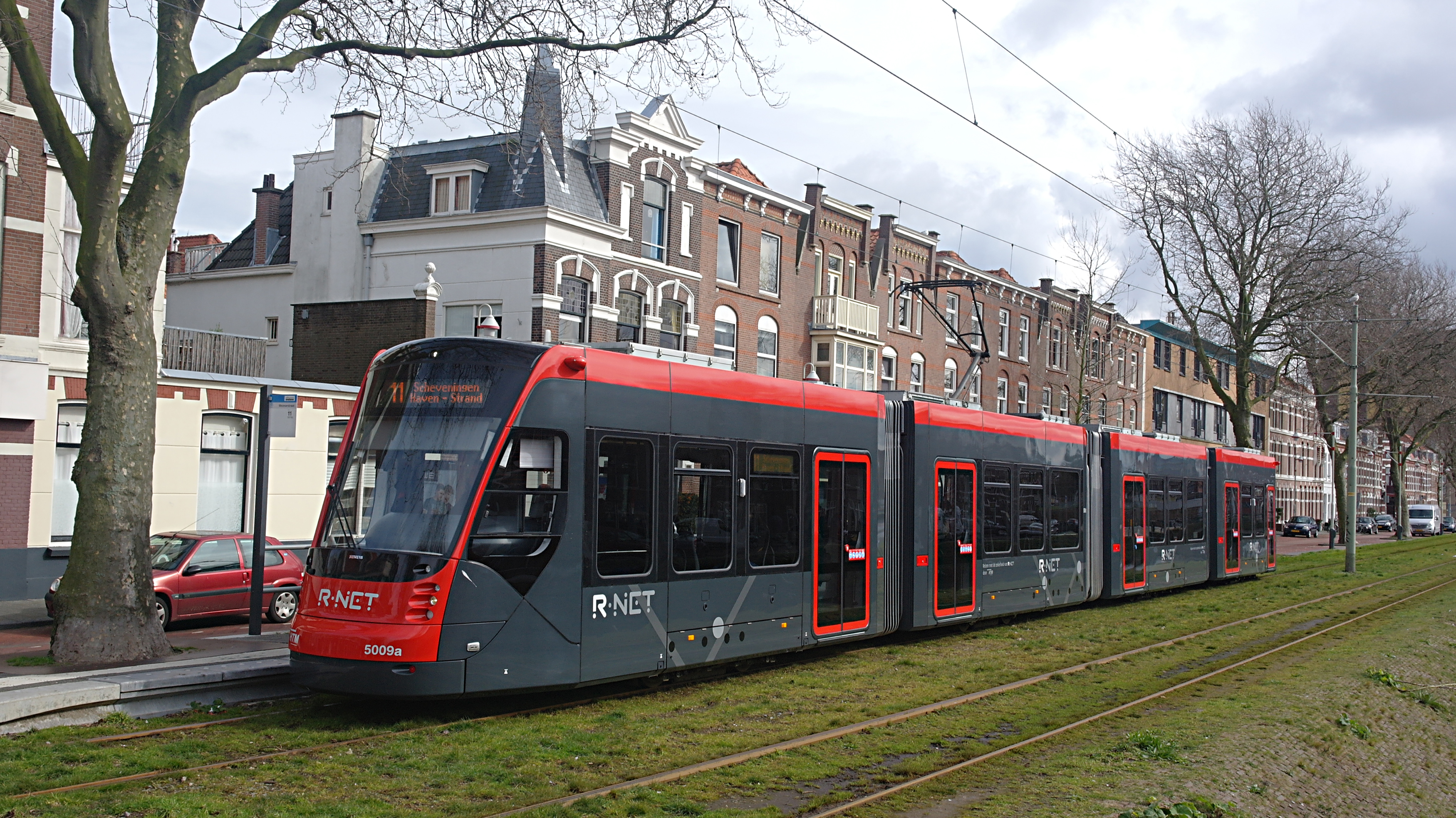
Sinds 7 maart 2016 worden Avenio's op lijn 11 ingezet. Conradkade, halte Weimarstraat; 8 maart 2016.

- 4 januari 2011: Lijn 11 reed tot 14 mei 2012 in verband met werkzaamheden aan de Conradkade (dit door een scheur in de damwand op 20 december 2010) in de richting van Station HS vanaf de Statenlaan via de route van lijn 17, RandstadRail 3 en vanaf de Monstersestraat reed lijn 11 de normale route. In de richting van Scheveningen reed lijn 11 de normale route.
- 17 juni 2013: Lijn 11 reed tot en met 31 juli 2014 in de richting van Station HS een omleidingsroute. Vanaf de Statenlaan reed lijn 11 via de Stadhouderslaan, Koningin Emmakade en de Loosduinseweg naar de halte Delftselaan. Dit vanwege werkzaamheden aan de Conradkade en halte werkzaamheden op de gehele route van lijn 11 voor de nieuwe trams.[10]
- 23 september 2013: Lijn 11 reed in beide richtingen naar het Statenkwartier, het eindpunt van lijn 17. In beide richtingen reed lijn 11 over de Stadhouderslaan, Koningin Emmakade en de Loosduinseweg. Tussen het tijdelijke eindpunt Statenkwartier en Scheveningen Haven (strand) reed een gratis pendelbus. Dit vanwege werkzaamheden in de Kompasstraat en de halte werkzaamheden. Deze omleiding richting Scheveningen duurde tot en met 14 december 2013, richting Stations HS bleef lijn 11 tot 1 augustus 2014 rijden via deze omleiding.[11]
- 28 april 2014: Lijn 11 reed tot 26 mei 2014 een omleiding in beide richtingen. Dit vanwege werkzaamheden op het Stationsplein, in de tramtunnel bij Station HS en op de Parallelweg. Lijn 11 reed na de halte Delftselaan naar halte Hobbemaplein van lijn 6 en via de halten Vaillantlaan, Om en Bij, Brouwersgracht, Gravenstraat, Centrum, Bierkade naar halte Station Hollands Spoor (de normale beginhalte richting Scheveningen/Duindorp) en dan via dezelfde route terug.
- 7 maart 2016: De GTL-trams werden op lijn 11 in een keer vervangen door de nieuwe Avenio-trams. Lijn 11 is de tweede tramlijn die met de nieuwe stadstram rijdt.[12]
- 1 juli 2017: Lijn 11 reed tot 29 januari 2018 een omleiding in beide richtingen. Dit vanwege een herinrichting op het Stationsplein bij Station HS. Lijn 11 reed vanuit Scheveningen na Jacob Catsstraat naar het eindpunt HS/Leeghwaterplein. Vervolgens reed lijn 11 verder als lijn 15 naar Nootdorp. Oorspronkelijk duurde de omleiding tot 17 december 2017, maar door onverwachte, extra werkzaamheden aan de bovenleidingsmasten en de funderingen op het tramviaduct werd de einddatum uitgesteld tot 29 januari 2018. Tevens werd de haltenaam Hobbemaplein gewijzigd naar Haagse Markt voor lijn 11.
- 1 november 2021: De halte Houtrust was tot 28 februari 2022 buiten gebruik door werkzaamheden rondom de Houtrustbrug en omgeving.
- 9 januari 2022: De halte Boreelstraat was eerst tijdelijk opgeheven. Begin 2025 wordt deze halte definitief opgeheven.

## Voorstellen
- In 2006 stelde Rover voor om lijn 11 te verlengen via Strandweg en Scheveningse Slag naar het Noorderstrand.[13]
- In het rapport "Openbaar vervoer naar een hoger plan" uit 2006 wordt voorgesteld om lijn 11 via de Binckhorst door te trekken naar station Voorburg, met als optie een verlenging via de Vliet zone naar Zoetermeer.[14]
- Lijn 11 was één van de kandidaten om het voormalige Norfolk-terrein te gaan bedienen, via Kranenburgweg of Willem de Zwijgerlaan. Maar de voorkeur gaat inmiddels uit van lijn 15, 16 of 17 via de Westduinweg.[15] Deze investering komt voort uit de deal naar aanleiding van de overname van 49% van de aandelen HTM door de NS. De verlegging moest in 2018 in dienst komen.[16]

## Trivia
- Tramlijn 11 heeft zijn eindpunt vlak aan het strand van Scheveningen en is daarmee een van de weinige tramlijnen ter wereld is met kort of lang zicht op zee. Dit is ook het geval bij de tramlijn van de Kusttram langs de Belgische kust en nog enkele tramlijnen in het Verenigd Koninkrijk (Blackpool, Man), Portugal (Porto, Sintra), tussen Alicante en Benidorm in Spanje, Palma de Mallorca, ook in Spanje, Messina in Italië, te Athene in Griekenland, en in Australië (Glenelg en Melbourne).
- In de single De zomertram van Scheveningen, geschreven door Michel van der Plas, bezong Wim Sonneveld voor het radioprogramma Cursief deze tramlijn.
- Sinds de indienststelling van lijn 11 in 1927 heeft de tram hetzelfde traject bereden. Enige uitzondering daarbij zijn het einde van de lijn bij Hollands Spoor en kortdurende verleggingen tijdens de oorlog en tijdens werkzaamheden. Het is daarmee de langst ongewijzigde Haagse tramlijn (Lijn 9 is nog langer ongewijzigd, maar alleen tussen Bosbrug en Scheveningen. Die route stamt uit 1864.).
- Lijn 11 kreeg geen lijnkleuren. Die werden vanaf 1926 geleidelijk afgeschaft.[17]